# Bataille de Nsanakang
Campagne du Kamerun
Première Guerre mondiale
La bataille de Nsanakang a eu lieu entre les forces britanniques en défense et les forces allemandes en attaque pendant la campagne du Kamerun de la Première Guerre mondiale. La localité de Nsanakang avait été occupée par les Britanniques le 30 août 1914. Le 6 septembre, les forces allemandes ont attaqué, repoussant les forces britanniques au-delà de la frontière, au Nigeria.

## Contexte
Les forces de la colonie et protectorat du Nigeria avaient tenté de pénétrer au Kamerun à partir d'un certain nombre de points situés le long de la frontière septentrionale de la colonie. Les tentatives effectuées lors de la première bataille de Garua et de Mora avaient échoué. Plus au sud, une colonne britannique en provenance d'Ikom traverse le fleuve Cross pour entrer dans le Kamerun et occupe la station de Nsanakang, à 5 kilomètres de la frontière nigériane, le 30 août.

## Bataille
Une semaine après l'occupation britannique de Nsanakang, le 6 septembre 1914, à deux heures du matin, les forces allemandes encerclent le village. Les Allemands, armés de mitrailleuses, attaquent. Les défenseurs britanniques parviennent à repousser cette première attaque, mais épuisent leurs munitions. Une autre attaque allemande a lieu à cinq heures du matin, cette fois depuis un terrain plus élevé. Les Britanniques ne parviennent pas à repousser cette attaque en raison de leur manque de munitions et tentent de se dégager en menant une charge à la baïonnette. Le résultat est désastreux pour les Britanniques. Ils perdent une centaine d'hommes, ce qui équivaut à environ la moitié de leurs effectifs pendant la bataille, dont huit de leurs onze officiers britanniques. Les pertes allemandes sont également lourdes avec 40 morts, dont le commandant, le capitaine Rausch Emil. Après avoir subi de lourdes pertes, les unités britanniques restantes se replient avec succès au Nigeria.

## Suites
Les quelques soldats britanniques qui parviennent à s'échapper sont confrontés à des conditions difficiles lors de leur retraite au Nigeria. Les unités allemandes les poursuivent au-delà de la frontière et occupent la station britannique d'Okuri, qu'elles abandonnent par la suite. Cette invasion ratée, ainsi que les échecs d'autres colonnes alliées le long de la frontière nord-ouest du Kamerun avec le Nigeria, obligent les Britanniques à se mettre sur la défensive. Les forces allemandes gagnent en confiance à la suite de cette victoire et des patrouilles commencent à faire des intrusions dans le Nigeria britannique jusqu'à Yola à l'ouest.